# Sospita vigintiguttata
Alnyckelpiga (Sospita vigintiguttata) är en skalbaggsart som först beskrevs av Carl von Linné 1758. Sospita vigintiguttata ingår i släktet Sospita, och familjen nyckelpigor. Arten är reproducerande i Sverige.

## Beskrivning
Alnyckelpigan har svarta täckvingar (dock är de gulorange hos nykläckta individer) med 10 runda till ovala, blekgula till vita fläckar på varje täckvinge. De fyra främsta fläckarna, som alltid är ovala, formar en halvcirkel. Kroppslängden är 5 till 6,5 mm.

## Utbredning
Utbredningsområdet omfattar större delen av Europa med undantag av Medelhavsöarna, Grekland, delar av Balkan, Brittiska öarna och Island samt vidare österut genom Vitryssland, Ukraina, Georgien och Armenien till Azerbajdzjan samt sydöst till Turkiet. I Sverige finns den i Götaland och Svealand med en koncentration på Mälarlandskapen, medan den i Finland är observerad i de södra delarna av landet norrut till trakten av Kuopio.

## Ekologi
Arten lever framför allt i eller nära skog där den föredrar fuktiga habitat som träsk, alkärr, mossar, våtängar, skogbevuxna flodslätter och skogsbryn. Förutom al kan den även påträffas på pil, ek och hassel. Födan består av bladlöss. Arten är aktiv under sommarhalvåret, med en topp i juli.

## Bildgalleri

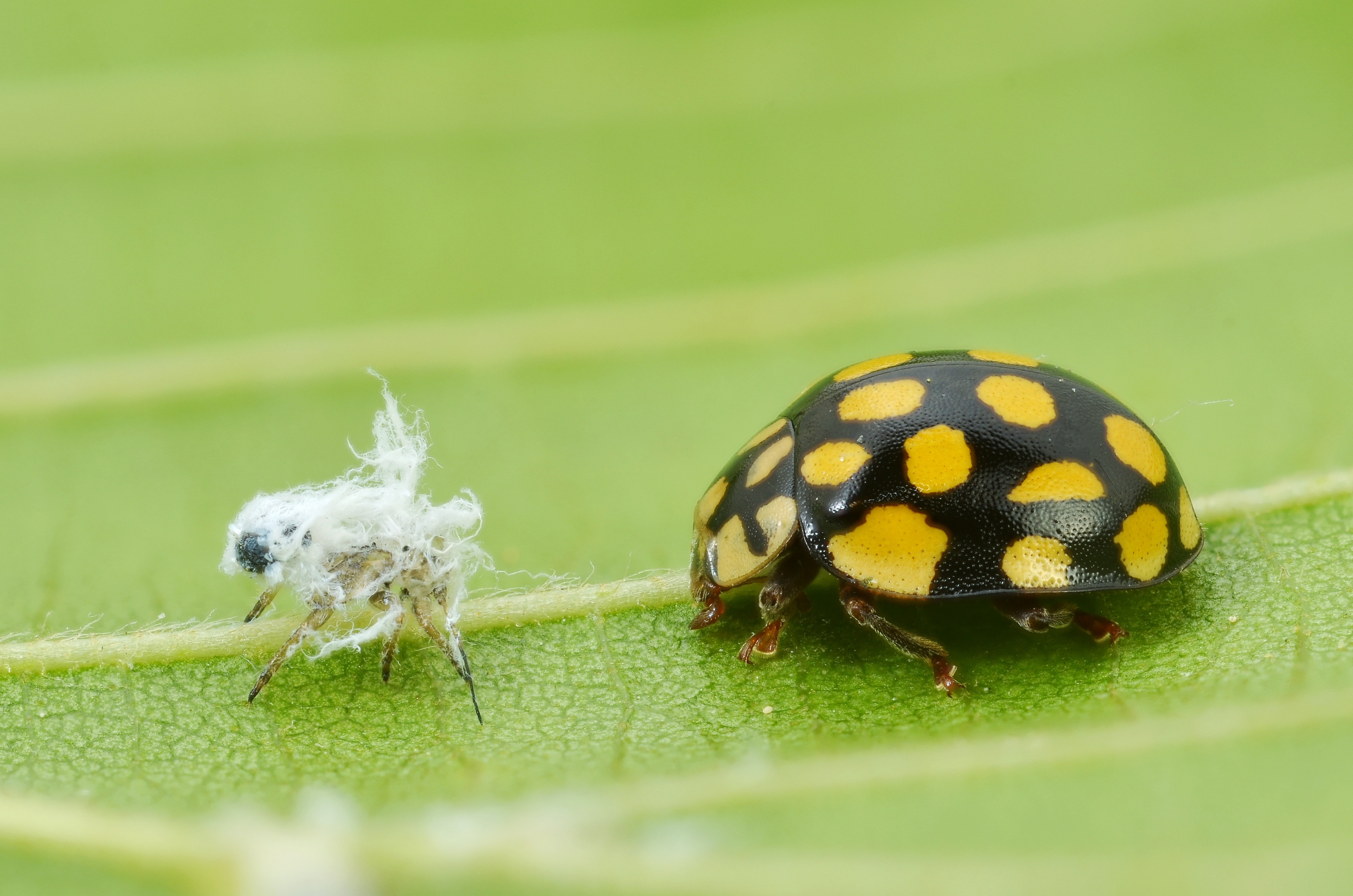
Alnyckelpiga intill resterna av sitt byte
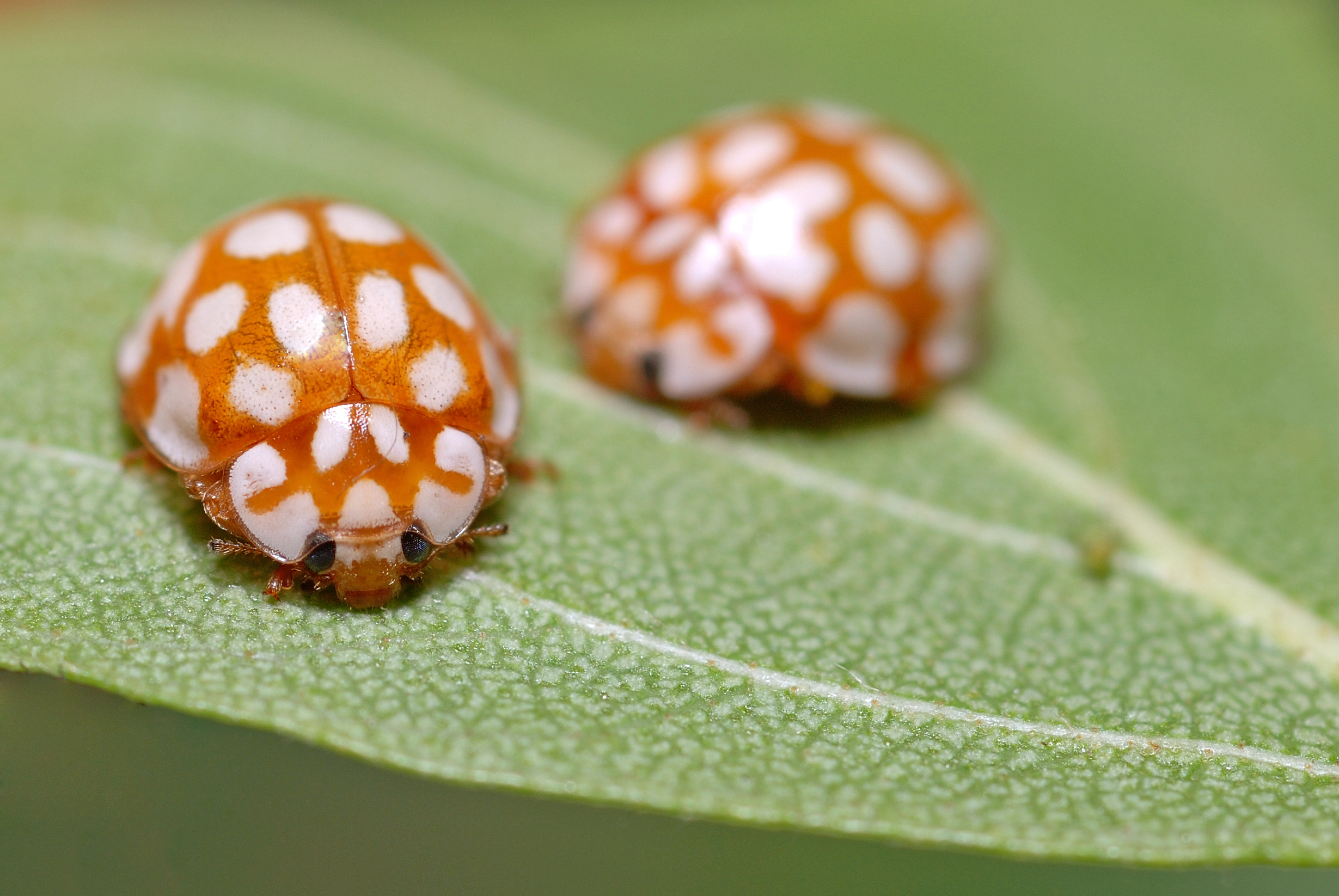
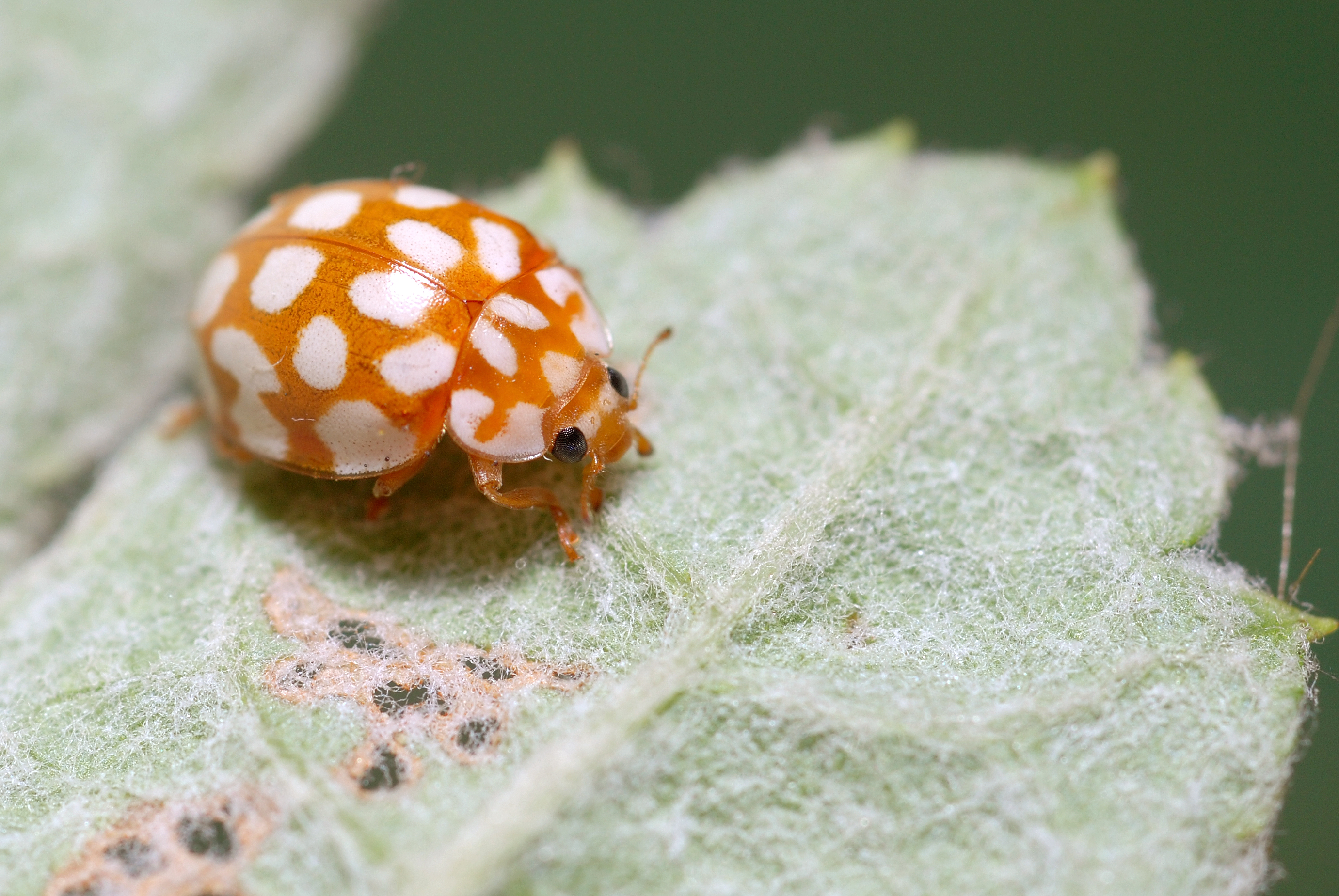